# Claus A. Froh

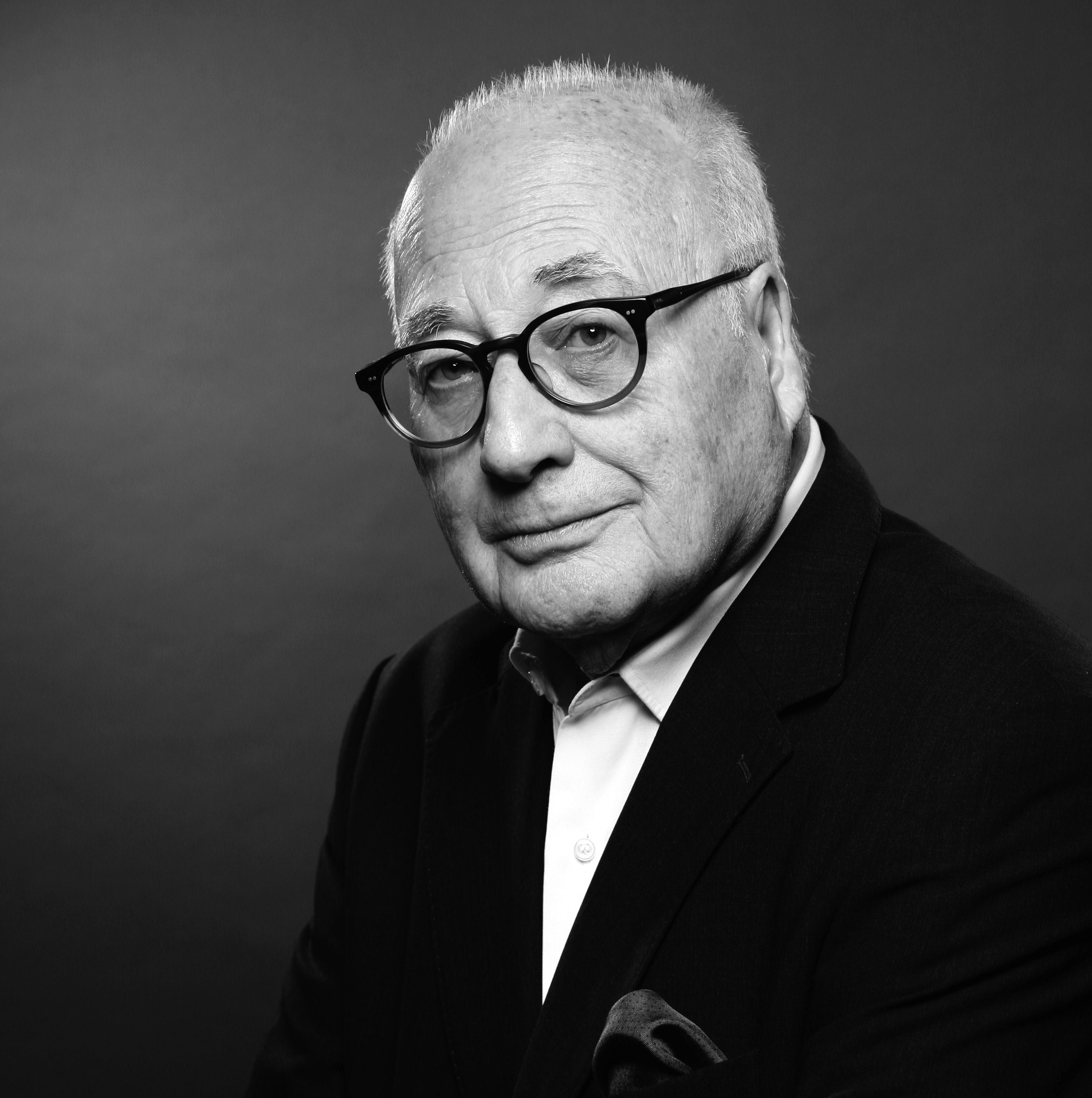
Claus A. Froh, 2014

Claus A. Froh (* 10. März 1936 in Mannheim) ist ein deutscher Autor und Gestalter.

## Leben
Claus A. Froh absolvierte eine Ausbildung als Buchdrucker in Mannheim. An der Staatlichen Wirtschaftshochschule Mannheim lernte er in den 1950er Jahren einige Top-Werbeleute der jungen Bundesrepublik (Hans W. Brose, Günter Bläse, Hermann Bruder, Hubert Strauf u. a.) als Dozenten kennen, die den Nachwuchsmangel in der Werbung beklagten. Das beflügelte seinen Berufswunsch, er wurde Hersteller (Clar Werbeagentur & Energie Verlag, Heidelberg, Großdruckerei Maul & Co, Nürnberg), Werbeassistent (Verlag Nürnberger Nachrichten) und von 1960 bis 1965 Texter und Kontaktgruppenleiter (Hermann Geiling Werbegesellschaft, Stuttgart).
Beeinflusst von David Ogilvy machte sich Claus A. Froh im Jahr 1965 selbstständig. Er arbeitete als Creative Consultant für Werbeagenturen und als Kommunikationsberater, Texter und Gestalter für international operierende Unternehmen, schuf und pflegte über Jahrzehnte erfolgreich Premium-Marken wie SieMatic Einbauküchen, Gaggenau Kücheneinbaugeräte, bulthaup Küchensysteme, Lorenzini Herrenhemden, Aida Barni Cashmere Strickwaren und Mey & Edlich Textilvertrieb. In Fachkreisen wurde Claus A. Froh bekannt für seine Markenpflege mit unkonventionellen Strategien und puristisch-minimalistischen Kampagnen, fernab vom Mainstream.
In dem seit 2005 für die Zeitschrift Wirtschaftswoche im Zweijahrestakt erhobenen „Luxusranking der 30 deutschen Top-Marken“ finden sich von Froh jahrzehntelang gepflegte Marken regelmäßig auf den vorderen Plätzen. 2013 belegten hinter A. Lange & Söhne, Glashütte, Porsche und Burmester, bulthaup den 5., Gaggenau den 6. und SieMatic den 12. Platz. Der Deutsche Luxusmarkenindex basiert auf einer Befragung von 163 Branchenexperten. Die Kriterien sind relativer Preisabstand zu Mainstream-Markenanbietern, absolute Preishöhe und Markenanziehungskraft.
Frohs Werbearbeit ist im DDC Jahrbuch 2009 Gute Gestaltung/Good Design 09 gewürdigt und im Jahrbuch der Werbung (Econ-Verlag) in den Bänden von 1966 bis 2006 dokumentiert. Er war Mitglied des ICTA, International Center for the Typographic Arts (Aaron Burns, Kurt Weidemann). Im Jahr 2008 wurde er in Würdigung seines Lebenswerks Ehrenmitglied des Deutschen Designer Club.

## Lyrikschaffen
Mit seinen Arbeits- und Lebenserfahrungen und einem erkennbar distanzierten Verhältnis zur Medienwelt beschäftigt sich auch Claus A. Frohs „Lyrisches Ich“. 2000 wurde erstmals eine Auswahl seiner Gedichte
in der Lyrikanthologie „bis zur sanften behauptung der dunkelheit“ (Verlag Schweikert) veröffentlicht. Im Jahr 2001 sprach Gert Westphal sieben Froh-Texte aus dieser Anthologie auf Tonträger. Weitere Veröffentlichungen siehe unter Publikationen.

## Publikationen

### Sachliteratur
- Jahrbuch der Werbung. Econ Verlag, Anzeigenkampagnen-Dokumentation, 1966 bis 2006.
- Cashmere – kostbare Faser, noble Mode. Edition Annapurna, Prato 1986.
- Arnica-Verena Langenmaier: Die Farbe der Dinge – Farbgebung, eine Aufgabe des Design. Bangert Verlag München, 1994, ISBN 3-925560-71-8.
- Dieter Müllers Neue Küche / Die privaten Lieblingsrezepte eines Meisterkochs. Vorwort: Claus A. Froh, Edition Gaggenau, 1993.
- MEMO Das Kalenderbuch, viersprachig. Edition Domberger, 1985 in die Moma Shop Collection des Museum of Modern Art, New York aufgenommen, 2000 bei Manufactum. (Gestaltung Claus A. Froh & Manfred Jordan)
- Die Architektur der Küche. Vorwort: Claus A. Froh, Architektur und Fotogestaltung: Rolf Heide. Fotografie: Rudolf Schmutz. bulthaup edition, Aich, 2000.
- Rolf Heide – Annäherung an R.H. Designer Monographien 6, Verlag form, 2002.
- Kurt Weidemann: Wo der Buchstabe das Wort führt. Ansichten über Schrift und Typographie. Cantz, Ostfildern 2006, ISBN 3-89322-521-8. (S. 149/151 Claus A. Froh)
- Des Künstlers dritte Hand. Werkverzeichnis der Edition Domberger, 2009.
- Gute Gestaltung Good Design 09. DDC-Jahrbuch, Birkhäuser, 2009.
- Metamorphosen der Werbung: Von der Reclame zum Neuromarketing – und zurück? DDC Design Bibliothek – History, 2012.
- Künstlerfreunde – Die schönsten Seiten der Domberger Gästebücher und andere Dokumente. 1948–2013. Edition Domberger, Filderstadt 2013, ISBN 978-3-00-043534-8.

### Belletristik
- Bis zur sanften Behauptung der Dunkelheit. Lyrikanthologie, Verlag Schweikert, Heilbronn 2000, ISBN 3-933696-04-6.
- Poetry – The Shin & Claus Froh. CD, Mitschnitt einer Veranstaltung im Jazz-Club Cave, Heilbronn (2003), ArtOfTime Studios LC 10779.
- Dichte Zeilen. Gedichte aus vier Jahrzehnten von Claus A. Froh, gelesen von Gerd Andresen, CD (2007), ArtOfTime Studios LC 10779.
- Nachlässiger Nachlass. Gedichte aus vier Jahrzehnten, Edition Domberger, Filderstadt 2011, ISBN 978-3-00-035259-1.
- claus a. froh liest dichte zeilen. Kurzfilm einer Lesung des Autors, eine (bewahrt) Produktion, Andreas Burz, 2022.
- Die dichten Zeilen des Claus A. Froh. Vortrag von Prof. Udo Kretzschmar, eine (bewahrt) Produktion, Andreas Burz, 2022.